# Відніжне гирло
Відніжне (Отножне) гирло — гирло в басейні річки Дунай, розташоване в Одеській області.. 
Гирло Отножне є північним відгалуженням рукава Середній, протікає між островами Анкудинів і Піщаний та впадає у Чорне море. Довжина гирла – 10 км, ширина – 40 - 50 м, глибина 1,8 - 4 м. Береги низинні, порослі очеретом, місцями деревами. У середній частині лівого берега гирла знаходяться кілька будинків із садами та городами, влаштована стоянка для рибальських човнів. За 1,5 км від входу у гирло Отножне зі сторони рукава посередині його русла знаходиться острів завдовжки 200 м, на якому зростає очерет. Прохід до гирла з моря перегороджений піщаним баром. Канал відмираючий, майже повністю вкритий рослинністю, течія відсутня. Зв'язок з дельтою відбувається через єрик, що з'єднує його з рукавом анкудинів.  
Рослинність у каналі та навколо нього представлена такими видами: кушир занурений, жабурник звичайний, ряска мала, водяний різак звичайний, сальвінія плаваюча, завитка ряснокоренева, рогіз вузьколистий, лепешняк великий, їжача голівка пряма, м'ята водяна, азола каролінська, рогіз широколистий, рдесник вузлуватий, азола папоротеподібна, півники болотяні, водяний горіх плаваючий, вольфія безкоренева.

## Виноски
1. ↑  Kalkulado gikan sa gitas-on data (DEM 3") gikan sa Viewfinder Panoramas.[2] Ang bug-os nga algoritmo anaa dinhi.